# Гетто в Дубино
Гетто в Дубино (лето 1941 — зима 1941) — еврейское гетто, место принудительного переселения евреев деревни Дубино (ранее — Дубиново) Плюсского сельсовета Браславского района Витебской области и близлежащих населённых пунктов в процессе преследования и уничтожения евреев во время оккупации территории Белоруссии войсками нацистской Германии в период Второй мировой войны.

## Оккупация Дубино и создание гетто
После оккупации деревни Дубино (Плюсский сельсовет) немцы отобрали у евреев все продукты питания. Семидесятилетний Захария Марон во время этого грабежа плюнул гитлеровцу в лицо и был убит на месте.
Реализуя нацистскую программу уничтожения евреев, немцы создавали гетто почти во всех городах и населённых пунктах Беларуси, где проживало еврейское население. Так и в Дубино оккупанты организовали гетто.
Немцы очень серьёзно относились к возможности еврейского сопротивления, и поэтому в первую очередь убивали в гетто или ещё до его создания евреев-мужчин в возрасте от 15 до 50 лет — несмотря на экономическую нецелесообразность, так как это были самые трудоспособные узники. По этой причине уже 19 июля 1941 года немцы и полицаи провели в Дубино первую «акцию» (таким эвфемизмом гитлеровцы называли организованные ими массовые убийства). Они окружили деревню, четверых евреев убили сразу, а остальных согнали в синагогу, где евреев-мужчин зверски избили. Затем 20 из них увели на еврейское кладбище и расстреляли, перед этим избив до такой степени, что хоронившие не смогли их опознать.

## Уничтожение гетто

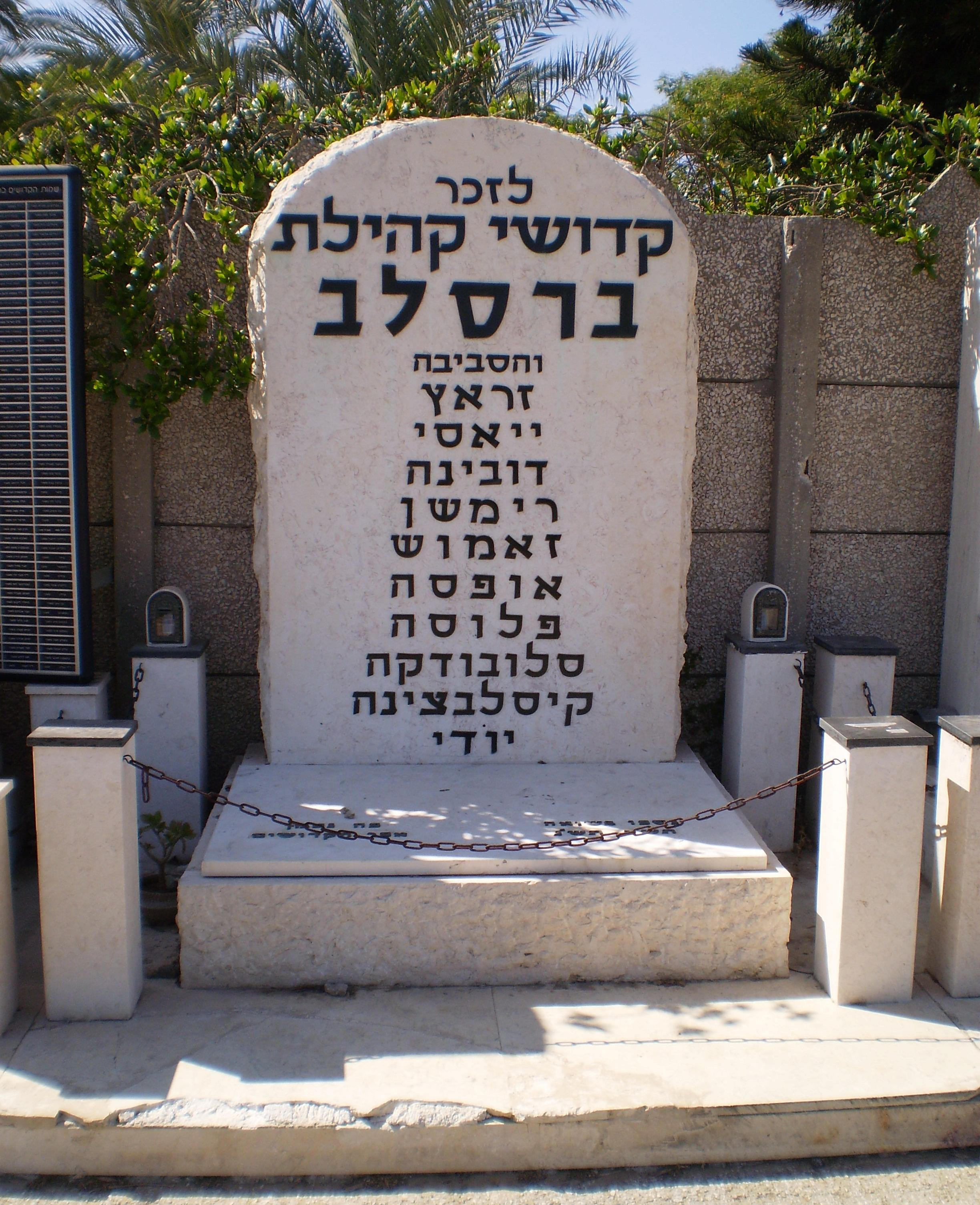
Символический памятник уничтоженным во время Холокоста еврейским общинам: Браслав, Зарац, Яйсы, Дубино, Римше, Замостье, Опса, Плюсы, Слободка, Кисловщина и Йоды на мемориальном кладбище в Холоне

Гетто в местечке просуществовало до начала декабря 1941 года, когда оставшихся в живых евреев вывели на телегах и распределили по разным гетто — в Браслав, Видзы и Свенцяны. Из выживших там большинство затем отправили на смерть в Понары, а других — в Бухенвальд, Освенцим и другие концлагеря.

## Память
Войну пережили буквально единицы из дубинских евреев, спасшиеся чудом.
Опубликованы неполные списки жертв геноцида евреев в Дубино (более 100 человек).
Памятника на месте расстрела дубинских евреев нет. Трудно найти даже само место старого еврейского кладбища, где они были убиты.